# Bernard V van Comminges
Bernard V van Comminges (circa 1196 - Lanta, 30 november 1241) was van 1225 tot aan zijn dood graaf van Comminges. Hij behoorde tot het huis Comminges. 

## Levensloop
Bernard V was de oudste zoon van graaf Bernard IV van Comminges en diens tweede echtgenote Comtors, dochter van burggraaf Arnold Willem de la Barthe.
Hij steunde zijn vader bij diens strijd tegen de kruisvaarders van de Albigenzenkruistocht. Zo werd hij in september 1212 naar het hof van koning Peter II van Aragón gestuurd om diens steun te winnen in de strijd van graaf Raymond I van Toulouse en de andere vorsten in de Languedoc tegen de kruisvaarders onder leiding van Simon IV van Montfort. In februari 1225 volgde hij zijn vader op als graaf van Comminges.  
In november 1241 stierf Bernard V in Lanta, waarna hij werd bijgezet in de cisterciënzersabdij van Bonnefont. Zijn zoon Bernard VI volgde hem op als graaf van Comminges.

## Huwelijk en nakomelingen
In 1224 huwde Bernard V met Cecilia, dochter van graaf Raymond Rogier van Foix. Ze kregen een zoon:
- Bernard VI (overleden in 1295), graaf van Comminges